# Heničes'k
Heničes'k (in ucraino Генічеськ?; in russo Геническ?, Geničesk) è una città ucraina (18 889 abitanti) nel distretto di Heničes'k, nell'oblast' di Cherson. Ospita l'amministrazione del distretto di Heničes'k e della comunità territoriale di Heničes'k, una delle comunità territoriali dell'Ucraina.     

## Geografia
Heničes'k sorge sulla riva occidentale del Mar d'Azov, presso la confluenza in quest'ultimo dello stretto di Heničes'k. Oltre lo stretto si estende la striscia di Arabat, un sottile corridoio di terra che unisce l'Ucraina continentale con la penisola di Crimea.

## Storia
Fu fondata come fortino nel 1784 dai russi. Nel 1938 ottenne lo status di città.
Il 24 febbraio 2022 Heničes'k è stata occupata dalle truppe russe durante l'invasione dell'Ucraina.
Dal 9 novembre 2022 è capoluogo dell'occupazione russa dell'oblast' di Cherson.